# سامانه ضامن رمزعبور در خودپرداز
سامانهٔ ضامن رمزعبور در خودپرداز یک طرحِ پیاده‌سازی نشده از نرم‌افزاری کاربردی است که می‌تواند به سیستم‌های خودپرداز اجازه دهد تا در صورت درج معکوس رمز ورودی توسط کاربر (در شرایطی همچون سرقت یا زورگیری) نیروی انتظامی را باخبر کند. ثبت اختراع چنین سامانه‌ای توسط یک وکیل از ایالت ایلینوی با نام Joseph P. Zingher انجام شده است.
بر خلاف شایعات متعددی که در اینترنت پخش شده است، این سامانه در حال حاضر در خودپردازها به کار نمی‌رود.